# Ricardo de la Cierva
Pour les articles homonymes, voir De la Cierva.
Ricardo de la Cierva y Hoces, né le 9 novembre 1926 à Madrid et mort le 19 novembre 2015 à Madrid, est un historien et un homme politique espagnol, spécialiste de l'histoire contemporaine espagnole, sénateur de 1977 à 1979 aux Cortes au moment de la transition démocratique espagnole puis député (1979-1982) pour la circonscription de Murcie sous les couleurs de l'Union du centre démocratique. Il est brièvement ministre de la culture de janvier à septembre 1980 dans le gouvernement d'Adolfo Suárez.

## Biographie

### Origines
Ricardo de la Cierva est le petit-fils de Juan de la Cierva y Peñafiel, ministre du roi Alphonse XIII. Son oncle, Juan de la Cierva, a été l’inventeur de l’autogyre. 
Son père est Ricardo de la Cierva y Codorníu, avocat, membre de Renovación Española (parti monarchiste) et de  Acción Española (une revue intellectuelle) .

### La guerre civile espagnole
Après la proclamation de la Seconde République espagnole en 1931, la famille part pour Biarritz puis pour Hossegor dans les Landes avant de revenir en Espagne. Lorsque la guerre civile éclate en 1936, la famille se réfugie dans la légation norvégienne, fuyant le Madrid révolutionnaire. Si Ricardo de la Cierva, ses frères et sœurs et sa mère parviennent  à rejoindre la France, ce n'est pas le cas du père, Ricardo de la Cierva y Codorníu, qui, fait prisonnier, est assassiné par des partisans du camp républicain, à Paracuellos del Jarama. Le grand-père meurt à Madrid en 1938, alors qu'il est toujours retranché au sein de l'ambassade de Norvège. 
En septembre 1937, à Salamanque (située en territoire nationaliste), alors qu'il est âgé de 10 ans, Ricardo de la Cierva rencontre pour la première fois le général Franco, le chef de la rébellion militaire.

### Formation
Il obtint plusieurs doctorats : en chimie, en philosophie et en lettres (université de Madrid).

### Carrière académique
En 1975, il est nommé professeur associé en histoire contemporaine à l'université de Madrid puis en 1979 est  professeur d'histoire moderne et contemporaine à l'université de Grenade avant de terminer sa carrière universitaire en tant que professeur d'histoire contemporaine à l'université d'Alcalá de Henares.

### Carrière dans l'administration franquiste
Chef du cabinet d'études sur l'histoire du ministère espagnol de l'Information et du Tourisme sous le gouvernement du général Franco, il devient, en 1973, directeur général de la culture populaire et président de l'Institut National du Livre espagnol. En 1975, il démissionne de son poste en solidarité avec Pío Cabanillas Gallas, démis de ses fonctions de ministre de l'information par le premier ministre Carlos Arias Navarro.

### Carrière politique
Engagé comme réformateur durant la transition démocratique espagnole, il est élu sénateur aux Cortès en 1977, pour la circonscription de Murcie. 
En 1978, Ricardo de la Cierva est nommé conseiller du président du Gouvernement Adolfo Suárez pour les affaires culturelles. En 1979, il est élu député aux Cortès pour la circonscription de Murcie, sous les couleurs de l'Union du centre démocratique (UCD). 
Ricardo de la Cierva est ministre de la Culture du roi Juan Carlos du 18 janvier au 8 septembre 1980, dans le gouvernement d'Adolfo Suarez.
Il ne se représente pas aux élections générales de 1982 et, après la dissolution de l'UCD, il rejoint l'Alliance populaire dont il devient le coordinateur culturel  en 1984.

## Opinions politiques
Ricardo de la Cierva est conservateur et se présente lui-même comme un fervent catholique, un Espagnol traditionaliste, anticommuniste, antimarxiste et antimaçonnique et affirme sa fidélité constante au régime de Franco tout en se déclarant capable de discernement. 
Après avoir été élu aux Cortès de 1977 à 1982 sous les couleurs de l'Union du centre démocratique, il a rejoint l’Alliance populaire de Manuel Fraga (1982).

## L'Historien: œuvre et critiques
Ricardo de la Cierva a publié de nombreux livres sur des sujets historiques, liés à la Seconde République espagnole, à la guerre civile espagnole, au franquisme, à la franc-maçonnerie et à la pénétration de théologie de la libération dans l'Église catholique.
Au cours de sa carrière, Ricardo de la Cierva a reçu de nombreux prix pour ses livres et ses articles, notamment le Prix Mariano de Cavia en 1975, décerné par le journal ABC, le prix Espejo de España de la maison d'édition Editorial Planeta pour son livre 1939, Agonía y victoria (1989) et le Prix Víctor de la Serna, décerné par l'association de presse de Madrid.
En 1988, il a été finaliste pour le Prix Planeta avec son livre  «El Triangle». Alumna de la libertad , premier volume d'une nouvelle trilogie sur la reine Isabel II. 
Son livre Bibliographie générale sur la guerre en Espagne (1936-1939) et ses antécédents historiques (1968) a été considéré par le journaliste et polémiste d'extrême-gauche Herbert Southworth comme un « scandale intellectuel », en raison de la quantité d'erreurs qu'il contiendrait selon lui. En 1972, ses analyses dans le livre L'histoire perdue du socialisme espagnol, basé sur une série d'articles précédemment publié dans le journal El Alcázar, retraçant l'histoire du PSOE, furent par contre bien reçu par les spécialistes du sujet.
Selon Julio Aróstegui, professeur d’histoire contemporaine à l’université Complutense de Madrid et adversaire de Ricardo de la Cierva, le regain de notoriété de ce dernier à la fin des années 90 a bénéficié de l’arrivée au pouvoir en 1996 du Parti populaire de José María Aznar, qui « développait des arguments que l’on pensait définitivement oubliés, y compris à propos de la justification de la guerre, ainsi qu’une littérature défendant la thèse des deux Espagne en lutte et dans laquelle la légitimité se situait dans le camp des insurgés ». Selon Aróstegui, Ricardo de la Cierva est alors l’un des principaux producteurs « de ce type de littérature pseudo-historique ».
Selon W.L. Bernecker et S. Brinkmann, Ricardo de la Cierva aurait contribué à propager des mythes sur la modernité du franquisme qui n’ont pu être déconstruits que progressivement. Pour Carolyn P. Boyd, professeur d’histoire à l’Université de Californie, les ouvrages de Ricardo de la Cierva (notamment), bien que manquant de rigueur historique, satisfont la demande insatiable des lecteurs des livres sur la guerre. 
Pour l’écrivain et politologue Arnaud Imatz, « Ricardo de la Cierva est un témoin et un historien incontournable. En tant que député aux Cortès et ministre de la Culture du gouvernement de L'Union du centre démocratique d’Adolfo Suarez, il a contribué activement à la transition démocratique. Banni par ses adversaires, redouté pour ses talents de polémiste, il est néanmoins reconnu pour l’abondance de ses sources et la rigueur de ses travaux. ».
Enfin, pour l’universitaire et historien Bartolomé Bennassar, analysant le travail des différents biographes du général Franco et du franquisme, qu'ils aient été pro ou anti-franquiste, il observe que Ricardo de la Cierva, tout en ayant des « sympathies franquistes certaines » a réalisé, dans son travail d'historien un « effort notable d'objectivité ».

## Œuvres
- Los documentos de la Primavera Trágica. Análisis documental de los antecedentes inmediatos del 18 de julio de 1936 (1967)
- Bibliografía general sobre la guerra de España (1968)
- Historia de la Guerra Civil Española (1969)
- Historia del franquismo: aislamiento, transformación, agonía (1945–1975) (1973)
- Francisco Franco, un siglo de España (1973)
- Testigos de Franco: retablo íntimo de una dictadura (1978)
- Historia general de España (1980)
- Hendaya: punto final (1981)
- Francisco Franco. Biografía Histórica (1981), nueva versión (definitiva) de Francisco Franco, un siglo de España
- Pro y contra Franco: franquismo y antifranquismo (1985)
- Historia del socialismo en España (1879–1983) (1986)
- Franco (1986)
- Nueva y definitiva historia de la guerra civil (1986)
- Jesuitas, Iglesia y marxismo: la teología de la liberación desenmascarada (1986)
- Oscura rebelión en la iglesia: jesuitas, teología de la liberación, carmelitas, marianistas y socialistas (1987)
- La Derecha sin remedio (1801–1987): de la prisión de Jovellanos al martirio de Fraga (1987)
- La conversión de Indalecio Prieto (1988)
- Alumna de la libertad: adolescencia y perversidad de Isabel II: los cuatro primeros amantes (1988) — finaliste Prix Planeta 1988.
- Cómo ampliar mi cultura (1988)
- España, la sociedad violada (1989)
- 1939, agonía y victoria: (el protocolo 277) (1989)
- El diario secreto de Juan Pablo I (1990)
- La dama de Montmartre (1991)
- Victoria Eugenia: el veneno en la sangre (1992)
- El tercer templo: qué es el sionismo en la historia de Israel (1992)
- Mujeres esenciales de la historia (1993)
- Retratos que entran en la historia (1993)
- Los años mentidos: Falsificaciones y Mentiras sobre La Historia (1993). Incluye un capítulo (el X) sobre la falsificación del Marquesado de Peralta (es) por parte de Josemaría Escrivá de Balaguer, que desaparece en la nueva edición de 2008
- Carrillo miente: 156 documentos contra 103 falsedades (1994)
- Yo, Felipe II: las confesiones del Rey al doctor Francisco Terrones (1995)
- No nos robarán la historia: nuevas mentiras, falsificaciones y revelaciones (1995)
- Victoria Eugenia: el veneno en la sangre (1995)
- El mito de la sangre real (1995)
- Las puertas del infierno. La historia de la Iglesia jamás contada (1996)
- La Hoz y la Cruz. Auge y caída del marxismo y la teología de la liberación (1996)
- Historia esencial de la Iglesia católica en el siglo XX: asalto y defensa de la Roca (1997)
- Historia total de España (1997), ediciones actualizadas (última, 2006)
- Don Juan de Borbón: por fin toda la verdad (1997)
- Brigadas internacionales 1936–1939. La verdadera historia. Mentira histórica y error de Estado (1997)
- El 23F sin máscaras (1998)
- Templarios: la historia oculta (1998)
- Los signos del anticristo (1999)
- La victoria y el caos. A sesenta años del 1 de abril de 1939 (1999)
- Vida y amores de Isabel II (1999)
- La palabra perdida: constituciones y rituales de la masonería (1999)
- El 18 de julio no fue un golpe militar fascista (2000)
- La otra vida de Alfonso XII (2000)
- Franco — La historia (2000)
- Historia esencial de la guerra civil española: todos los problemas resueltos, sesenta años después (2001)
- Alfonso y Victoria: las tramas íntimas, secretas y europeas de un reinado desconocido (2001)
- Historia de España: 800.000 a. C.–2001 d. C.: guía imprescindible para jóvenes (2001)
- La masonería invisible. Una investigación en Internet sobre la masonería moderna (2002)
- Media nación no se resigna a morir: Los documentos perdidos del Frente Popular (2002)
- Secretos de la historia (2003)
- Historia actualizada de la segunda república y la guerra de España 1931–1939 (2003)
- Hijos de la gloria y la mentira (T. I): Los vascos entre España y la Antiespaña (2004)
- Hijos de la gloria y la mentira (T. II): Euskadi en el siglo XX (2005)
- Hijos de la gloria y la mentira (T. III): El clerical-nacionalismo (2005)
- Templarios, la historia — Las cuatro dimensiones del Temple (2006)
- ZP — Tres años de gobierno masónico (2007)
- Los años mentidos: falsificaciones de historia de España en el siglo XX (2008)
- La Infiltración. La infiltración marxista y masónica en la Iglesia católica del siglo XX (2008)
- 113.178 Caídos por Dios y Por España (2009)
- Prieto, el cerco de la Fe (2009)